# M93
梅西耶93或M93，也稱為NGC 2447，是位於南天星座船尾座中的一個疏散星團。船尾座是從廢棄的南船座中拆解出來的星座。

## 觀察史和外觀
它是由查爾斯·梅西耶發現的，然後在1781年被添加到他的類彗星天體目錄中。威廉·赫歇爾的妹妹卡羅琳·赫歇爾在1783年獨立發現了它，認為它還沒有被梅西耶編目。 
沃爾特·史考特·休斯頓（1993年辭世）描述了它的外觀：
一些觀察者提到這個星團具有海星的形狀。使用一個適當大小的望遠鏡，這是它在沉悶的夜晚出現，但[一架四英寸的折射鏡]顯示它是一個典型的星光熠熠的銀河星團。

## 性質
它的川普勒分類為I 3 r，表明它高度集中（I），亮度範圍大（3），富含恆星（r）。
M93距離地球大約3,380光年，在空間中的半徑從太陽半徑到5光年，潮汐半徑為13.1±2.3 ly，和核心半徑為4.2 ly。它的年齡估計為3億8730萬年，它幾乎位於銀河平面上，其軌道與銀河核心在28—29 kly（8.5—8.9 kpc）之間變動，軌道週期超過 242.7±7.9百萬年。
在M93中發現了54顆變星，包括一顆慢脈動B型變星，一顆旋轉橢球變星，七顆盾牌座δ型變星，六顆劍魚座γ型變星和一顆雜交δ Sct/γ Dor脈動器。還有四個光譜聯星系統，包括一個黃離散星組件。

## 圖集

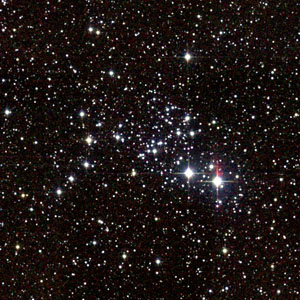
梅西耶93圖集圖像
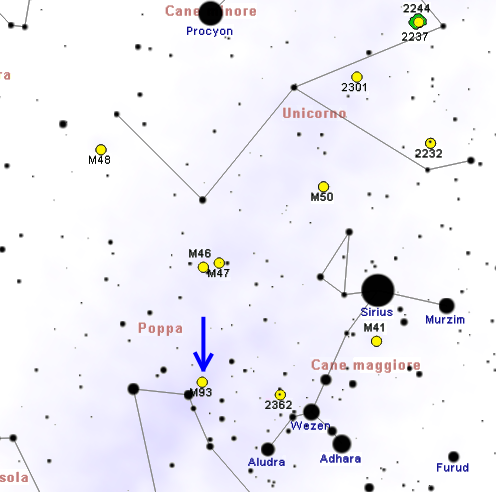
M93的尋星圖

## 外部連結
- SEDS: Open Star Cluster M93 （页面存档备份，存于）
- WikiSky上关于M93的内容：DSS2, SDSS, GALEX, IRAS, 氢α, X射线, 天文照片, 天图, 文章和图片
- Gray, Meghan; Zarnecki, John. . Deep Sky Videos. Brady Haran.   [2018-12-05]. （原始内容存档于2023-02-19）.